# Lijst van historische kerkhoven zonder kerk in Groningen
De provincie Groningen is rijk bedeeld met historische kerkgebouwen. Vrijwel ieder dorp heeft er een, soms is het kerkje vrijwel het enige dat resteert van een vroeger dorp, zoals in Oostum en Fransum. Toch zijn niet alle oude kerken bewaard gebleven. Vooral in de negentiende eeuw zijn de nodige middeleeuwse gebedshuizen gesloopt. Het enige dat in die gevallen nu nog aan de oude kerk herinnert is de begraafplaats.
De meeste van die oude begraafplaatsen liggen midden in het land, soms staat er nog een boerderij in de buurt, soms ook is geen enkel spoor van vroegere bewoning te zien, behalve een verhoging in het landschap.
Vaak bleven middeleeuwse begraafplaatsen lang na de afbraak van de kerk in ere. Zeventiende-eeuwse en achttiende-eeuwse kaarten vermelden bijvoorbeeld de oude kerkhoven van Meeden, Midwolda, Scheemda en Zuidbroek. De kerkhoven van Klein-Termunten, het Grijzemonnikenklooster en Westerreide waren nog in 1819 voorhanden. Op het kerkhofje op de Punt van Reide werd in 1837 een drenkeling begraven. In Oostwold bij Siddeburen was het voormalige kerkhof nog in 1839 'zeer bekend'. Het oude kerkhof van Lucaswolde was eveneens herkenbaar. Dat gold eerder vermoedelijk tevens voor de begraafplaatsen op kloosterterreinen en voorwerken alsmede voor tientallen galgenveldjes. De skeletresten op de begraafplaats van het Westeremdervoorwerk werden rond 1828 geregeld bovengeploegd.
Op kadasterkaarten uit het begin van de negentiende eeuw komen enkele middeleeuwse kerkhoven voor die later zijn verdwenen, zoals in Faan, Lutke Termunten, Oldekerk, het Zuiderkerkhof en de binnenplaats van het Pelstergasthuis te Groningen. De begraafplaatsen bij de lutherse kerk te Winschoterzijl en de doopsgezinde vermaning te Pieterzijl zijn later eveneens opgeruimd. Zoutkamp had tot 1835 wel een begraafplaats, maar geen kerk. De kerkhoven van Beijum, Eelswerd, Ellerhuizen, Emmerwolde, Heidenschap, Hoogwatum, Klein Harkstede, Lutke Saaxum, Lutjewolde, Oostbedumerwolde, Oostwold (Oldambt), Sint-Vitusholt, Startenhuizen en Ulsda zijn vermoedelijk al in de zestiende of zeventiende eeuw verdwenen.
Hieronder staat een lijst van plaatsen, vaak niet meer dan een of twee boerderijen, soms alleen het kerkhof zelf, waar dergelijke kerkhoven te vinden zijn. Het voormalige kerkhof van Sauwerd is onlangs opnieuw afgebakend en voorzien van een kerkplattegrond.
| Appingedam (De Wierde) |
| Bellingeweer           |
| Eexta                  |
| Garsthuizen            |
| Groot Wetsinge         |
| Klein Maarslag         |
| Lagemeeden             |

| Maarhuizen  |
| Menkeweer   |
| Onderwierum |
| Oterdum     |
| Ranum       |
| Sauwerd     |
| Scharmer    |

| Toornwerd       |
| Vliedorp        |
| Weiwerd         |
| Westerdijkshorn |
| Wierhuizen      |
| Wierum          |
| Wolfsbarge      |